# فرانسي باريت
فرانسي باريت (بالإنجليزية: Francie Barrett)‏ مواليد 7 فبراير 1979 في غالواي، هو ملاكم أيرلندي. شارك في دورة الألعاب الأولمبية الصيفية 1996 التي أقيمت في أتلانتا (جورجيا). بدأ مسيرته الاحترافية في أغسطس 2000.

## إحصائيات
خاض خلال مسيرته 20 نزالا، فاز في 17 ولم يتعادل وخسر في 3.

## روابط خارجية
- فرانسي باريت على موقع IMDb (الإنجليزية)
- فرانسي باريت على موقع بوكس ريك (الإنجليزية) (registration required)
- فرانسي باريت على موقع أوليمبيديا (الإنجليزية)